# Dave Bainbridge

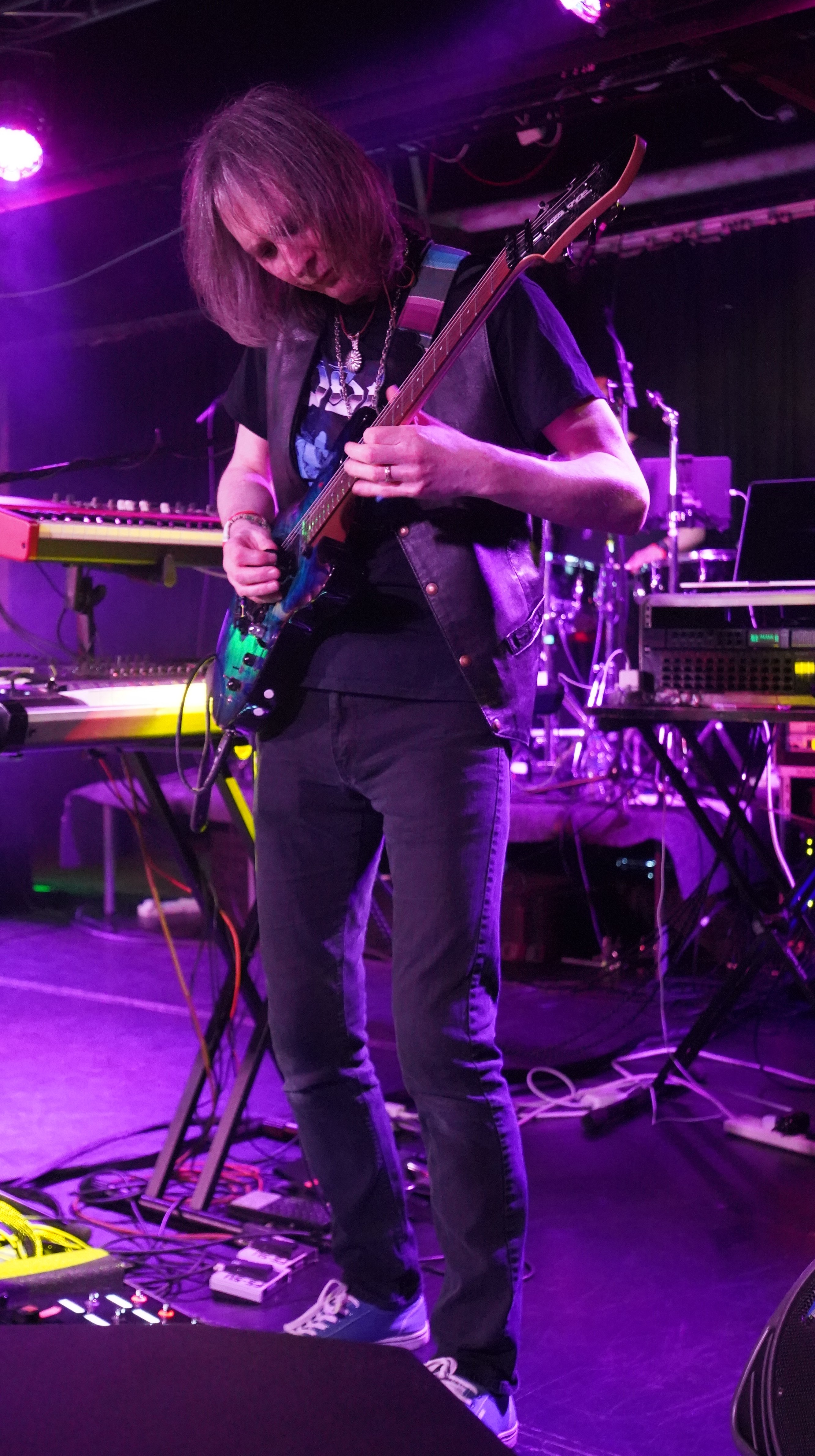
Bainbridge (Lifesigns in 2022)

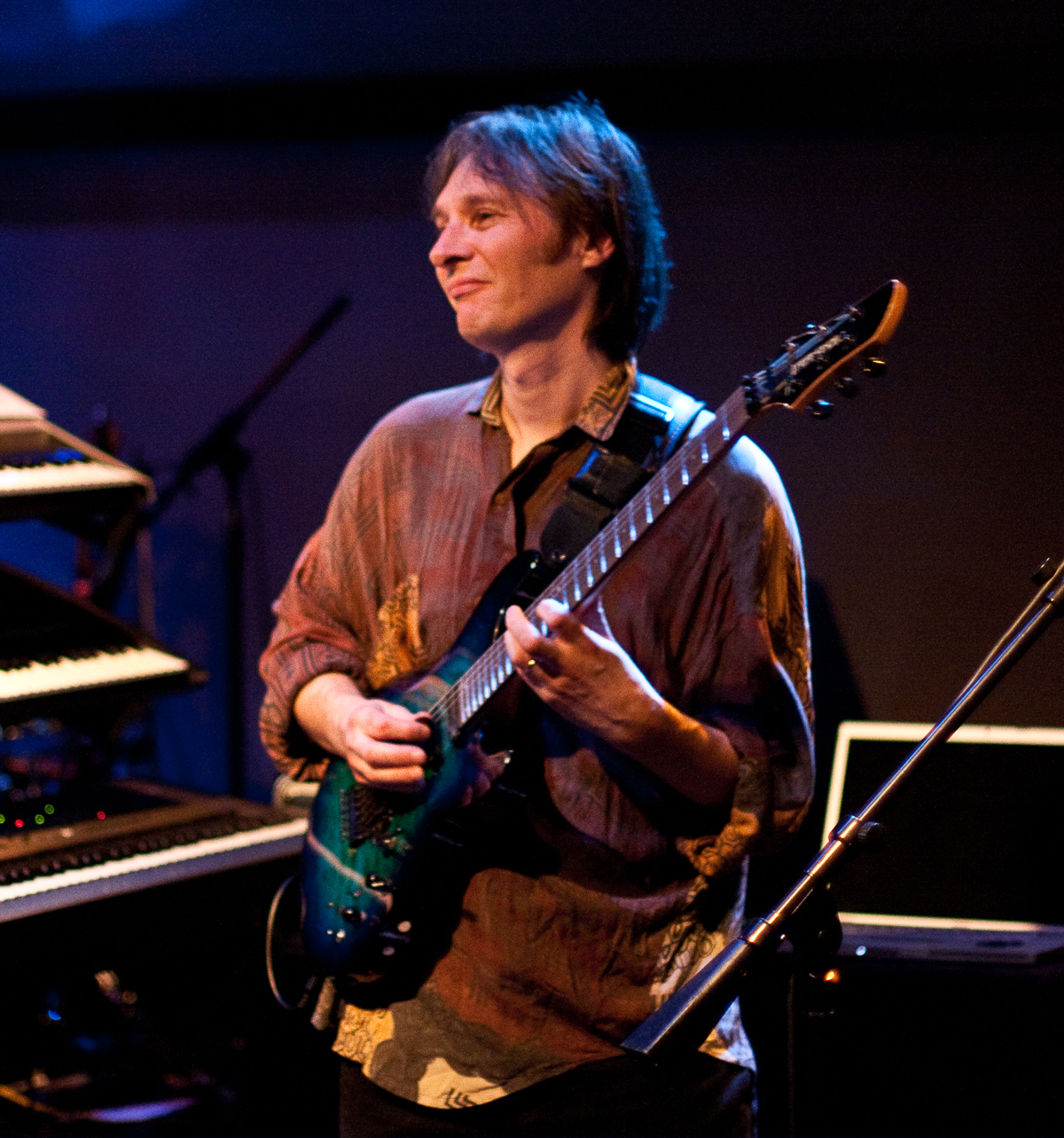
Dave Bainbridge tijdens concert Iona in 2010)

Dave Bainbridge (Darlington, 1959) is een Brits multi-instrumentalist en muziekproducent. 

## Biografie
Onder invloed van vader (gitaar en banjo) en moeder (accordeon) startte zijn muziekopleiding in zijn jeugd met op acht jaar klassieke pianolessen (hij had geen zin in studeren) en op dertien jaar gitaar. In diezelfde periode had hij zijn eerste bandje Exodus. Hij ging vervolgens studeren aan het Leeds College of Music (jazz), maar een inspirerende lerares wees hem op klassieke muziek van Igor Stravinsky, Gustav Mahler, Ralph Vaughan Williams en Steve Reich. Hij maakte in die periode ook kennis met zanger en componist Adrian Snell, waarmee hij ongeveer acht zou samenwerken. Hij werd in die jaren onderscheiden met de BBC-Radio 2 Best Jazz Soloist Award. Bainbridge en Sam Hood Rosebowl for Outstanding performance. Een ander invloed was het album en nummer Close to the Edge, bekend vanwege de rockmuziek in een klassieke opbouw.
In die tijd leerde hij Joanna Hogg en David Fitzgerald kennen en de basis voor de muziekgroep Iona was gelegd. Tussen 1989 en 2015 trok hij met die band de hele wereld rond en kwam met een aantal opmerkelijke muziekalbums; een mengeling van Keltische folk, progressieve rock, klassieke muziek en middeleeuwse muziek. In aanvulling daarop componeerde filmmuziek voor korte films, televisie en multimedia. Rond 2009 schreef hij samen met Nick Fletcher een gitaarconcert, dat werd vastgelegd op album Cathedral of dreams.
Al gedurende zijn Ionawerk bracht Bainbridge solowerk uit de albums Veil of Grosammer (2004) en Celestial fire (2014). In de jaren daarna kreeg Bainbridge complimenten voor zijn werk en spel, voornamelijk uit de progressieve rock. Nick Beggs, Steven Wilson, Steve Hackett en Neal Morse prezen zijn spel. Alhoewel Iona uit elkaar viel, bleef hij veelal samen met Troy Donockley samen werken. Een andere artiest waarmee hij opnam en optrad is Sally Minnear, haar vader Kenny Minnear van Gentle Giant maakte hem attent op zijn dochter, die destijds meespeelde in de Lord of the Dance van Michael Flatley.
Na zijn periode in Iona speelde Bainbridge behalve in solowerk ook op albums en concerten van The Strawbs en Lifesigns en bouwde daarmee een muziekkring op zich heen, waaruit hij putte bij solowerk.  

## Dicosgrafie (solo)
- 2004: Veil of Gossamer
- 2014: Celestial fire
- 2016: The remembering
- 2018: Live in the studio
- 2021: To the far away